# Martha Washington
Martha Dandridge Custis Washington (2. juni 1731 – 22. maj 1802) var gift med George Washington, USA's første præsident.
Hun mødte George Washington ved et arrangement i Williamsburg, Virginia, og efter kort tids bekendtskab besluttede de sig for at gifte sig. Brylluppet blev holdt den 6. januar 1759.